# What's Opera, Doc?
What's Opera, Doc? és un curtmetratge d'animació de la sèrie Merrie Melodies de Warner Bros dirigit per Chuck Jones, on Elmer Fudd persegueix a Bugs Bunny en una paròdia de sis minuts de les òperes de Richard Wagner, particularment Der Ring des Nibelungen. Va ser estrenat el 6 de juliol de 1957. Mel Blanc i Arthur Q. Bryan fan les veus, incloent el cant. El curtmetratge també és conegut com a Kill the Wabbit a causa de la línia que diu Elmer en la cançó La Cavalcada de les Valquíries.

## Sinòpsi
Es mostra la silueta d'un poderós viking daurat controlant una tempesta elèctrica, que resulta ser Elmer Fudd (com el semidéu Siegfried). Elmer canta la seva famosa frase (en un estil clàssic), abans d'arribar al forat de Bugs Bunny. Bugs observa com Elmer ataca amb una llança el seu forat cridant "Kill the wabbit!" ("Matar el conill!"). Bugs canta la seva frase distintiva com en una òpera abans que comenci la persecució (Elmer demostra al conill els poders de la seva llança i casc).
Després, Elmer es deté quan veu a la bonica Valquíria, Brunilda (Bugs disfressat). Sigfrid i Brunilda intercanvien diàlegs cantats en una romàntica escena. La identitat de Bugs és descoberta quan cau el seu casc i perruca, ràpidament Elmer utilitza els seus poders per atacar el conill.
Un llamp cau sobre Bugs i aquest jeu mort sobre una roca. Elmer veu el conill i se sent malament per la seva mort, el pren i el porta, suposadament, al Valhalla. Bugs surt del seu personatge, aixeca el seu cap i mira el públic dient "Bo, què esperaven d'una òpera? un final feliç? ". Aquest és un dels pocs curtmetratges on Elmer venç Bugs Bunny.

## Magnum opus
Aquest curtmetratge ha estat denominat com l'obra mestra de Chuck Jones. De fet, molts crítics de cinema, aficionats a l'animació i directors de cinema (a més de Jones) el consideren com el millor curtmetratge animat de Warner Bros. Ha estat present en nombroses llistes sobre els millors dibuixos animats de la història. Va ser posat per Jerry Beck al seu llibre The Fifty Greatest Cartoons en la primera posició de la llista. What's Opera, Doc? va necessitar sis mesos de treball, molt més del que necessitaven els dibuixos animats en aquell temps. Durant els 6 minuts de What's Opera, Doc?, Jones fa una sàtira de:
- Fantasia de The Walt Disney Company
- l'estil contemporani del ballet
- l'estil de Wagner i
- la clàssica fórmula de Bugs i Elmer.

What's Opera, Doc? va marcar el final d'una era en els dibuixos animats de Warner Bros, molts aficionats i estudiosos de l'animació entenen que aquest va ser l'últim curtmetratge de Bugs Bunny que va captar l'essència de WB en l'era daurada de l'animació, i que cap altre curtmetratge des de llavors no ha pogut assolir el seu nivell.
La trama i la lletra de les cançons van ser escrites per Michael Maltese, la música va ser adaptada de diversos treballs de Richard Wagner, els fons van ser fets per Maurice Noble. Va ser el primer curt animat "culturalment significatiu" per a la Biblioteca del Congrés dels Estats Units pel que va ser seleccionat per a la seva preservació en el National Film Registry. Duck Amuck i One Froggy Evening van ser posteriorment afegits al registre, fent que Chuck Jones fos reconegut per tenir-ne tres curts.

## Disponibilitat
What's Opera, Doc? és part de la compilació The Bugs Bunny-road Runner Movie, al juntament de Duck Amuck i altres curtmetratges de Chuck Jones. També és part del DVD Looney Tunes Golden Collection: Volume 2 (al disc quatre), amb dos pistes de comentaris i un documental anomenat "Wagnerian Wabbit" on es mostra el procés del curtmetratge.
El dibuix animat és homenatjat al videojoc de Looney Tunes Bugs Bunny and Taz: Time Busters, on Elmer és l'enemic final de l'etapa vikinga.

## Música de Wagner
La música de What's Opera Doc? són adaptacions de diversos treballs fets per Wagner, com a:
- l'obertura de Der fliegende Holländer - escena inicial
- l'obertura i cor de Tannhäuser - Return my love
- La cavalcada de les valquíries de Die Walküre - Kill the wabbit
- La crida de Siegfried - O mighty warrior of great fighting stock
- el bacanal de Tannhäuser - escena de ballet entre Elmer i Bugs